# Мур, Винни
Винни Мур (англ. Vinnie Moore) — американский гитарист-виртуоз и бывший член британской хард-рок группы UFO. Наряду с Yngwie Malmsteen, Tony MacAlpine и прочими, Мур известен как один из наиболее значимых гитаристов, повлиявших на возникновение шред-бума в середине 1980-х.

## Биография
Мур родился 14 апреля 1964 года в городе Нью-Касл, штат Делавэр, США. Начал свою профессиональную деятельность в 12 лет и играл в клубах и барах до тех пор, пока Майк Варни, основатель лейбла Shrapnel Records, не прознал о нём из газетной статьи.
Знакомство с Варни привело к удачной возможности засветиться в рекламе Pepsi в 1985,  (видны только руки Винни и слышно, как он играет на гитаре). Сразу после этого Мур записал свой первый сольный альбом Mind’s Eye, выпущенный, разумеется, на Shrapnel Records, с участием Тони Макалпайна в качестве клавишника. Альбом получил несколько наград от гитарных изданий и разошёлся тиражом более чем 100,000 копий.
Винни Мур принимал участие в качестве соло-гитариста в записи дебютного альбома «Soldiers of the Night» хеви-метал-группы Vicious Rumors. На этом альбоме Мур играет соло-композицию «Invader» в стиле «Eruption» Эдди Ван Халена. Шред-гитарное сумасшедствие конца восьмидесятых способствовало выпуску ещё нескольких альбомов на Shrapnel. Также Мур попробовал себя и с другими хард-рок группами. Он присоединился к группе Alice Cooper на время их тура и принял участие в записи альбома Hey Stoopid. После этого Мур выпустил две видеошколы игры на гитаре.

## Гитары
Мур успел побывать эндорсером множества гитарных производителей, наиболее известным из которых считается Music Man guitars. С 2007 Мур оставил Music Man и теперь является эндорсером гитар Dean. В январе 2008, на выставке NAMM, Dean Guitars представили подписную модель Vinnie Moore. На Dean VM-2000 представлен хамбакер Vinnie Moore «ShredHead», установленный в позиции бриджа. Мур также является обладателем эндорсермент-контракта с Engl — компанией, производящей усилители.

## Дискография

### Соло-альбомы
- Mind’s Eye (1986)
- Time Odyssey (1988)
- Meltdown (1991)
- Out of Nowhere (1996)
- The Maze (1999)
- Live! (2000)
- Defying Gravity (2001)
- Collection: The Shrapnel Years (2006)
- To the Core (2009)* Dark City [4]
- Aerial Visions (2015)
- Soul Shifter (2019)

### Видео
- Advanced Lead Guitar Techniques (1987)
- Speed, Accuracy, & Articulation (1989)
- 'SHOWTIME' 2-CD and 2-DVD set from UFO’s European tour (2005)

### Участие
- 1985 — Vicious Rumors — Soldiers of the Night
- 1989 — Guitar's Practicing Musicians — Free
- 1991 — Alice Cooper — Hey Stoopid (with Steve Vai, Joe Satriani, and Slash)
- 1994 — Various Artists — Deep Purple Tribute: Smoke on the Water
- 1998 — Sega — «Burning Rangers» Game soundtrack for the 'Saturn' video game
- 2004 — UFO — You Are Here
- 2004 — Jordan Rudess — Rhythm of Time
- 2005 — Various Artists — Subdivisions: A Tribute to the Music of Rush
- 2005 — UFO — «Showtime» — A double-live DVD and music CD release recorded earlier on in the year
- 2006 — UFO — The Monkey Puzzle
- 2009 — UFO — The Visitor